# Centrum Wyszkolenia Wojsk Pancernych
Centrum Wyszkolenia Wojsk Pancernych – szkolna jednostka pancerna Polskich Sił  Zbrojnych.
W grudniu 1944 gen. Anders powołał Centrum Wyszkolenia Wojsk Pancernych. Personel administracyjny rekrutował się z Bazy 2 KP, a kadrę szkoleniową wyznaczyli dowódcy: 2 Brygady Pancernej, Pułku Ułanów Karpackich, Pułku 7 Pancernego i 7 Pułku Artylerii Przeciwpancernej. Centrum szkoliło w specjalizacjach: kierowca czołgu, kierowca samochodu pancernego, strzelec czołgowy i radiooperator. Po ukończeniu szkolenia żołnierzy kierowano do 7 ppanc na dalsze szkolenie.
W 1945 na stanie centrum znajdowało się ok. 2000 żołnierzy i instruktorów. Poszczególne pododdziały rozmieszczone były w różnych miastach Włoch.  W Gallipoli znajdowała się: Komenda Centrum, dywizjon kawalerii pancernej, szkoła podchorążych kawalerii pancernej i szwadron łączności. W Galatone znajdował się: dywizjon broni pancernej, dywizjon artylerii przeciwpancernej, izba chorych. W Alezio stacjonował dywizjon zapasowy broni pancernej, a w Lecce stacjonowała czołówka naprawcza. Ukoronowaniem pracy CWWPanc było utworzenie 2 Warszawskiej Dywizji Pancernej. Gen. Anders tajnym rozkazem 2 Korpusu nr 23 z 11.5.45 ustalił skład dywizji przez reorganizację i uzupełnienie 2 Brygady Pancernej. Dywizja zgrupowana na polach lotniska Loreto przedefilowała przed dowódcą frontu włoskiego marszałkiem Alexandrem, który powiedział: cyt. "gdybym miał wybrać któryś z oddziałów dowodzonych przeze mnie jako najlepszy, wybrałbym Was". W końcowej fazie CWWPanc liczyło ponad 2000 żołnierzy.  W sierpniu 1946 żołnierze Centrum przewiezieni zostali do Wielkiej Brytanii i wcieleni do Polskiego Korpusu Przysposobienia i Rozmieszczenia.

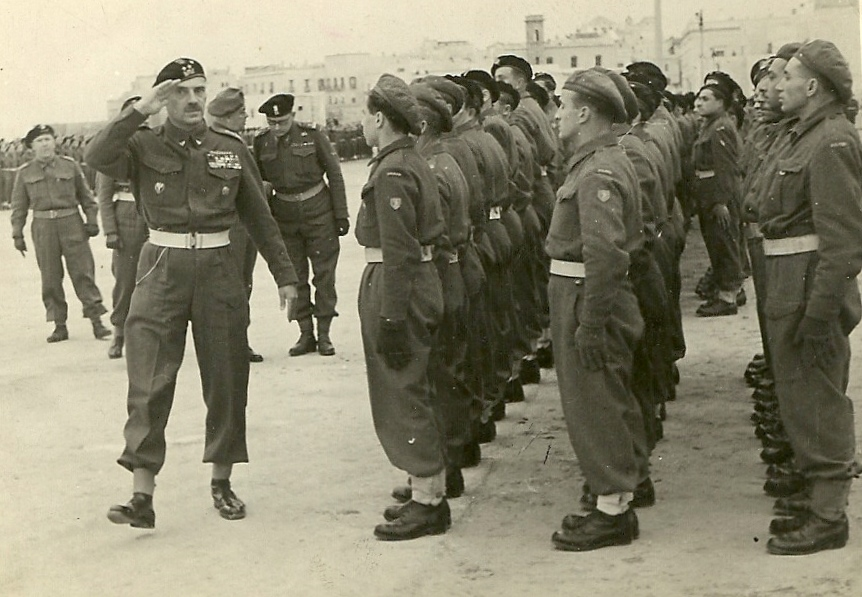
Gen. Wladyslaw Anders inspekcjonuje Centrum

## Organizacja i obsada etatowa
- komendant

ppłk Stanisław Szostak
- zastępca komendanta

mjr C. Florkowski

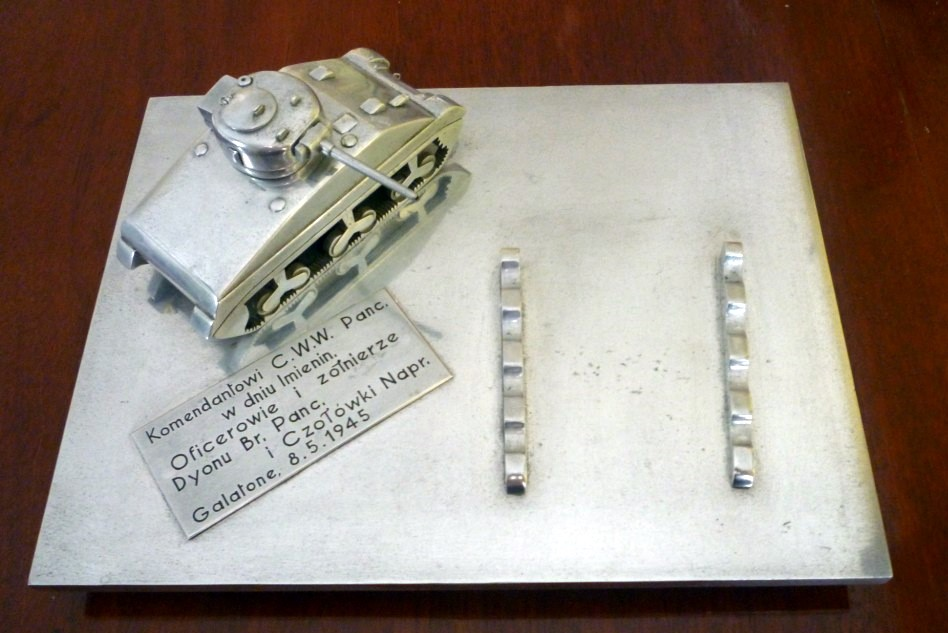
Miniatura Shermana – prezent wręczony ppłk. Szostakowi

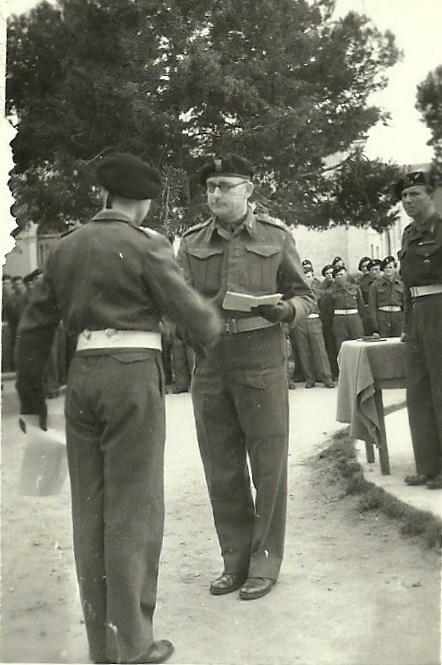
płk Szostak wręcza dyplomy awansu na podchorążych

- dywizjon broni pancernej –  mjr W. Samira
  - szwadron unitarny
  - szwadron motorowy
  - szwadron strzelców czołgowych
  - szwadron kierowców czołgowych
- dywizjon kawalerii pancernej[2] –  rtm. T. Cichocki
- szwadron unitarny
  - szwadron motorowy
  - szwadron strzelecki
  - szwadron kierowców samochodów pancernych (Staghounds)
- dywizjon artylerii samobieżnej – kpt. J. Obierek
  - bateria wyszk. kierowców ciągników do dział
  - bateria wyszk. obsługi dział artylerii samobieżnej
- dywizjon zapasowy broni pancernej – kpt. M. Kosiewicz
  - trzy szwadrony zapasowe
- Szkoła podchorążych rezerwy kawalerii pancernej – kpt. J. Orzeszko
  - Sekcja Studiów broni pancernej
  - Czołówka naprawcza typu "C"